# Ємбке
Ємбке (нім. Jembke) — громада в Німеччині, розташована в землі Нижня Саксонія. Входить до складу району Гіфгорн. Складова частина об'єднання громад Больдеккер-Ланд.
Площа — 14,57 км2. Населення становить 2062 ос. (станом на 31 грудня 2021).

## Галерея

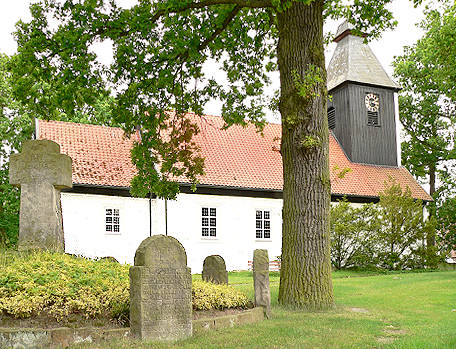